# トマトハモグリバエ
トマトハモグリバエ（Liriomyza sativae）は、ハエ目ハモグリバエ科に属する昆虫。アメリカ大陸原産の農業害虫である。

## 分布
北米南部から南米に自然分布する。また、中国南東部～海南島、タイ、インド北部、オマーン、ジンバブエ、イエメン、スーダン、カメルーン、ナイジェリア、北米北東部、ハワイ、グアム、タヒチなどに移入分布する。
繁殖期は通年とされる。中国の浙江省では冬季に休眠するが、海南省では通年発生している。フロリダ南部では冬季に発生がみられる。
日本へは1999年に沖縄県、山口県、京都府で侵入が確認されたのが最初で、植物防疫法の検疫有害動物に指定されている。

## 形態
成虫は体長1.3 - 2.3mm。頭部の大部分は黄色であるが、外頭頂剛毛の着生部は黒色となっており、内頭頂剛毛の着生部が黒色部と黄色部の境界域にある。ナスハモグリバエやマメハモグリバエと酷似するため肉眼では識別できない。ただし、頭部の配色と剛毛の位置関係で識別は可能である。
幼虫（ウジ）は黄色（淡黄色）で3齢幼虫になると体長は約3mmになる。

## 寄主植物
ウリ科、ナス科、マメ科、キク科、アブラナ科、アオイ科など広い植物が寄主となる。

## 被害
成虫は産卵管で葉の表面に孔をあけて汁液を摂取するため吸汁痕を残す。
幼虫は葉に潜孔して葉肉部を摂食し蛇行線状の食害痕を残す。食害が多いと光合成が阻害されて収量が減少する。